# Communauté de communes des Quatre Vallées (Eure-et-Loir)
Pour les articles homonymes, voir Communauté de communes des Quatre Vallées.
La Communauté de communes des Quatre Vallées est une ancienne communauté de communes française, située dans le département d'Eure-et-Loir et la région Centre-Val de Loire.

## Historique
- 6 décembre 2004 : création de la communauté de communes après lancement d'une étude et une  concertation entre toutes les communes du canton de Nogent-le-Roi, non encore rattachées à un EPCI-FP.
- 31 octobre 2006 : adhésion de la commune de Saint-Laurent-la-Gâtine ;
- 1er janvier 2017 : fusion avec quatre autres communautés de communes au sein de la communauté de communes des Portes Euréliennes d’Île-de-France, dont le siège est situé à Épernon. (CC du Val Drouette (Epernon), cc du Val de Voise (Gallardon), cc de la Beauce Alnéloise (Auneau), cc des Terrasses et Vallées de Maintenon).

## Territoire communautaire

### Géographie
Quatre cours d’eau, la Maltorne, l’Eure, le Néron et le Beaudeval dessinaient le paysage des quatre vallées.

### Composition
Elle était composée des douze communes suivantes, toutes du canton de Nogent-le-Roi :
| Nom                     | Code Insee | Gentilé           | Superficie (km2) | Population (dernière pop. légale) | Densité (hab./km2) |
| ----------------------- | ---------- | ----------------- | ---------------- | --------------------------------- | ------------------ |
| Nogent-le-Roi (siège)   | 28279      | Nogentais         | 13,01            | 4 116 (2014)                      | 316                |
| Bréchamps               | 28058      | Bréchampais       | 5,43             | 326 (2014)                        | 60                 |
| Chaudon                 | 28094      | Chaudonnais       | 11,34            | 1 662 (2014)                      | 147                |
| Coulombs                | 28113      |                   | 12,48            | 1 407 (2014)                      | 113                |
| Croisilles              | 28118      |                   | 5,72             | 470 (2014)                        | 82                 |
| Faverolles              | 28146      | Faverollais       | 9,94             | 920 (2014)                        | 93                 |
| Lormaye                 | 28213      | Lormaisiens       | 1,43             | 667 (2014)                        | 466                |
| Néron                   | 28275      | Néronnais         | 19,04            | 642 (2014)                        | 34                 |
| Les Pinthières          | 28299      |                   | 4,01             | 177 (2014)                        | 44                 |
| Saint-Laurent-la-Gâtine | 28343      | Saint-Laurentains | 6,95             | 448 (2014)                        | 64                 |
| Saint-Lucien            | 28349      | Lucanois          | 8,71             | 250 (2014)                        | 29                 |
| Senantes                | 28372      | Senantais         | 7,57             | 607 (2014)                        | 80                 |

## Administration

### Compétences
- Aménagement de l’espace
  - Constitution de réserves foncières (à titre obligatoire)
  - Études et programmation (à titre obligatoire)
  - Schéma de cohérence territoriale (SCOT) (à titre obligatoire)
- Développement et aménagement économique
  - Action de développement économique (Soutien des activités industrielles, commerciales ou de l'emploi, soutien des activités agricoles et forestières...) (à titre obligatoire)
  - Création, aménagement, entretien et gestion de zone d'activités industrielle, commerciale, tertiaire, artisanale ou touristique (à titre obligatoire)
- Développement et aménagement social et culturel - Construction ou aménagement, entretien, gestion d'équipements ou d'établissements culturels, socioculturels, socioéducatifs, sportifs (à titre optionnel)
- Environnement - Collecte et traitement des déchets des ménages et déchets assimilés (à titre optionnel)
- Logement et habitat - Programme local de l'habitat (à titre facultatif)
- Sanitaires et social - Action sociale (à titre facultatif)

## Identification
Identification SIREN 242852572  

## Sources
- Le splaf - (Site sur la Population et les Limites Administratives de la France)
- La base aspic d'Eure-et-Loir - (Accès des Services Publics aux Informations sur les Collectivités)